# Marlene Hoffmann

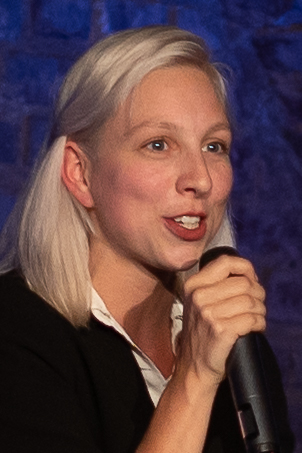
Marlene Hoffmann (2018)

Marlene Hoffmann (geboren 1990 in Freiburg im Breisgau) ist eine deutsche Schauspielerin.

## Leben
Direkt nach ihrem Abitur 2009 studierte sie an der Hochschule für Musik und Darstellende Kunst Frankfurt am Main.
Im letzten Studienjahr arbeitete sie schon gastierend am Schauspiel Frankfurt (Die Dritte Generation, Regie: Alice Buddeberg; Kasimir und Karoline, Regie: Christoph Mehler), am Staatstheater Saarbrücken (Die Besessenen, Regie: Daniela Kranz) und am Hessischen Landestheater Marburg (Die Dreigroschenoper, Der Revisor, Regie: Matthias Faltz).
Es folgten Festengagements am Hessischen Landestheater Marburg von 2013 bis 2014, an der Neuen Bühne Senftenberg 2014 bis 2016 und von 2016 bis 2020 am Staatstheater Augsburg. Von 2020 bis 2022 war sie Mitglied des Ensembles des Theaters Regensburg.

## Theater
- 2016: Die Geierwally (als Marianne Klotz/Afra Hagenbach)
- 2016: Faust (als Schüler/Hexe/Lieschen/Engel)
- 2016: Das große Wundenlecken (UA)
- 2016: Oscar (als Colette, eine Tochter/Nicole, noch eine Tochter)
- 2017: „Unruhe“ im Paradies (UA) (als Mit)
- 2017: The Rocky Horror Show (als Janet)
- 2017: Martin Luther & Thomas Münzer oder Die Einführung der Buchhaltung
- 2021: Bunbury – Ernst sein ist alles (als Gwendolen Faifax)

## Filmografie
- 2011: Massenvernichtungswaffen helfen Trennungsschmerzleidenden Kunststudenten, also dir nicht
- 2013: Tatort: Der Eskimo
- 2021: t=E/x2 als Penny